# Jonathan D. Kramer

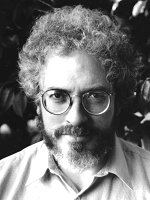
Jonathan D Kramer

Jonathan Donald Kramer (* 7. Dezember 1942 in Hartford/Connecticut; † 2. Juni 2004 in New York City) war ein US-amerikanischer Komponist, Musikwissenschaftler und -pädagoge.

## Leben und Wirken
Kramer studierte bis 1965 an der Harvard University bei Pierre Boulez, Leon Kirchner und Billy Jim Layton  und absolvierte dann ein Postgraduiertenstudium bei Jean-Claude Éloy, Richard Feliciano, Andrew Imbrie, Roger Sessions und Seymour Shifrin an der University of California, wo er 1967 den Mastergrad und 1969 den Doktorgrad (Ph.D.) erlangte. Außerdem studierte er Musiktheorie bei David Lewin, Musikkritik bei Joseph Kerman und  an der Stanford University Computermusik bei John Chowning (1967–68).
Seine Lehrtätigkeit begann Kramer 1969 an der  University of California, Berkeley und setzte sie am Oberlin Conservatory of Music in Ohio (1970–71), der Yale University (1971–78), dem Musikkonservatorium der University of Cincinnati (1978–90) und von 1988 bis zu seinem Tod an der Columbia University fort. Daneben gab er Gastvorlesungen u. a. an der Wesleyan University, am King’s College London der University of London, an der Canberra School of Music, der University of Western Australia, dem Rockefeller Study Center in Bellagio und dem Center for New Music and Technology in Berkeley. Zu seinen Schülern zählten u. a. Robert Carl, R. Luke DuBois, Jason Eckardt, Paul Phillips, Dalit Warshaw, Rocky J. Reuter, Duncan Neilson und Douglas Geers. 
Kramer verfasste zahlreiche Artikel für Musikzeitschriften und die Bücher Listen to the Music (1988) und The Time of Music (1988) und war Herausgeber des Bandes Time in Contemporary Musical Thought (1993). Ein Buch über Musik und Postmodernismus hinterließ er unvollendet. Seine Kompositionen wurden mehrfach aufgenommen und bei Festivals für neue Musik (u. a. bei den Weltmusiktagen der ISCM 1980, 1985 und 1992) aufgeführt. Zweimal vertrat er die USA beim International Rostrum of Composer (1984 und 1992).  Neben namhaften amerikanischen und internationalen Orchestern spielte seine Werke Musiker wie Richard Stolzman, Andre-Michel Schub, Aleck Karis, Geoffrey Douglas Madge, Deborah Bradley, Jean Kopperud, Roger Smalley, Fred Sherry, Norman Fischer, Eric Bartlett, Mark Peskanov, James Preiss, Gerard Schwarz, Jesus Lopez-Cobos, Michael Gielen, Gerhard Samuel und Theodore Antoniou.

## Werke
- Obsessions (2001)
- Rewind: a Semi-Suite (2000, 2003)
- Remembrance of a People (1996)
- Serbelloni Serenade für Klarinette, Geige und Klavier (1995)
- Cincy in C für Orchester (1994)
- Notta Sonata für zwei Klaviere und Perkussion (1993)
- Another Sunrise für Kammerensemble (1990)
- About Face für Orchester (1989, 1991)
- Musica Pro Musica für Orchester (1987)
- Atlanta Licks für Kammerensemble (1984)
- No Beginning, No End für Chor und Orchester (1983)
- Moments in and out of Time für Orchester (1983)
- Licks für drei Kontrabässe (1981)
- Music for Piano, Number 5 (1980)
- Renascence für Klarinette und Elektronik (1974)
- One for Five in Seven für Holzbläserquintett (1971)
- Music for Piano, Number 3 (1968)